# Forest Stewardship Council
A Forest Stewardship Council (FSC) egy 1993-ban alapított nemzetközi nonprofit szervezet, amelynek célja a felelős erdőgazdálkodás előmozdítása. Az FSC előírásainak alapján kiadott tanúsítványok igazolják, hogy az adott termék a környezetvédelem és a szociális szempontok figyelembevételével készült.
Különleges figyelmet szentel az esőerdőkre és az északi erdőkre, amelyek különös mértékben veszélyeztetettek.

## Normák
A világszerte érvényes normák a következőket körvonalazzák:
- felhagyás a tarvágással, ill. a tarvágás nagy volumenű alkalmazásával
- természetes erdők megtartása
- felhagyás az erdők ültetvényekké alakításával
- génmanipulált növények tiltása
- kémiai növényvédőszerek alkalmazásának elkerülése
- ritka, ill. veszélyeztetett fajok védelme
- védelmi területek kialakítása
- a fafajok területhez illő megválasztása
- indián népek jogainak tiszteletbentartása
- betartandó üzemi tervek meghatározása
- a munkavállalók jogainak betartása

## A szervezet története
A legfontosabb alapítók és támogatók a nagy környezetvédelmi szervezetek WWF, Greenpeace, NABU, BUND.
A 21. század kezdetén már több mint 25 millió hektár erdőterületet kezelnek fenntarthatóan az FSC szabályai alapján.

## FSC minősítés
Az FSC úgynevezett terméklánc minősítése ellenőrzi a fatermékek átfutását a feldolgozáson és a kereskedelmen keresztül az erdő és a végső felhasználó között.
A fatermékeket az FSC-védjeggyel látják el, teszik a fogyasztó számára megkülönböztethetővé.
Emellett a következő szabályok érvényesek:
- Termékek, amelyek 100%-ban FSC fából állnak csupán az FSC-védjegyét és a gyártó minősítési számát hordozzák
- Termékek, amelyek kevesebb mint 100% FSC fából készültek hordozhatják a fenti jegyeket, amennyiben a termék FSC-fa százalékos aránya fel van tüntetve és a termék nem FSC minősítésű része sem származik illegális fakitermelésből, olyan területekről, ahol szociális konfliktusok ill. emberi jogok megsértése van folyamatban, az adott fa nem génmanipulált vagy nem származik védett erdőkből.

## Szervezet
Az FSC egy hármas tagozatú rendszerben szervezett: gazdaság, környezet és szociális kérdések.
Egy határozathoz minden tagozatnak hozzá kell járulnia. Ezáltal úgy a környezetvédelmi csoportoknak, úgymint a szociális szervezeteknek (mint például a szakszervezetek vagy az indián népek) lehetőségük nyílik az álláspontjuk közvetlen befolyásolására. Ez természetesen a gazdasági érdekcsoportokra is vonatkozik.
Minden tagozat tíz szavazattal bír. Egy döntés érvényes, amennyiben
- legalább 20 szavazat áll mögötte
- a tagok legalább 25%-a jelen van
- az összes tagozat jelen van
- egyik tagozat sem szavaz egyhangúlag az indítvány ellen.

## Kritika
A brit szervezet Rainforest Foundation azon vádját, mely szerint az FSC minősítést olyan vállalatok is elnyerték, amelyek egyes esetekben az emberi jogokat súlyosan megsértették, az FSC úgy kommentálta, hogy az emberi jogok megsértése időpontjában az illető vállalatoktól a minősítést már megvonták.

## Lásd még
Jared Diamond Collapse című munkájában összehasonlítja az FSC szervezetét más hasonló hivatottságú organizációkkal (15. fejezet "Nagyvállalatok és a környezet: különböző feltételek különböző következmények … A faipar"). Az író arra a következtetésre jut, hogy az FSC messze a legmegbízhatóbb, sőt, más minősítési rendszerek gyakran a faipari lobbi által csak a vásárló megtévesztését szolgálják a szigorú FSC normák számukra kedvező fellazítása céljából.

## Külső hivatkozások
- az FSC International Center honlapja
- az FSC-Németország honlapja
- az FSC-Svájc honlapja
- az FSC és a PEFC közös honlapja
- környezetvédők nyolc országból tiltakoznak az FSC monokultúrás erdőkről kiállított minősítések ellen
- FSC információk a WWF-Österreich honlapról